# Nasjonal Samling

Insígnia del NS

Insígnia dels Hird

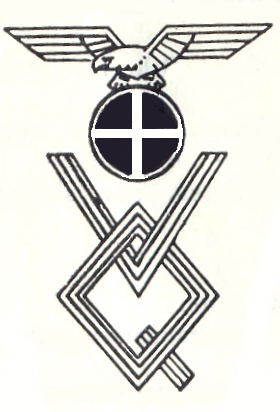
Insígnia dels Foerergarden

Nasjonal Samling (noruec Unió Nacional, NS) fou un partit polític de Noruega d'ideologia feixista fundat per l'antic ministre de defensa Vidkun Quisling el 17 de maig de 1933 amb un grup de simpatitzants com Johan Bernhard Hjort, cap de les milícies del partit (Hird) qui renegaria del partit el 1937.

## Origen del partit
Es va presentar a les eleccions legislatives noruegues de 1933 i 1936, però en cap de les dues va assolir representació al Storting. Va obtenir 27.850 vots (2,23%) a les primeres i 26.577 vots (1,8%) a les segones. Més sort van tenir a les eleccions municipals de 1934, en les que van obtenir 69 consellers locals, que es van reduir a 7 en les eleccions locals de 1937.
Malgrat el fet que mai va aconseguir obtenir més de 2,5% dels vots, es va convertir en un factor de polarització de l'escena política. Els altres partits noruecs veien en ell una encarnació del nacionalsocialisme alemany i es negaren a col·laborar-ne de qualsevol manera. Moltes de les seves marxes i manifestacions d'abans de la guerra van ser prohibides, o, com a Alemanya, marcades per la violència entre el Hird i els activistes comunistes i socialistes.
Un tret important del partit durant tota la seva existència era un nivell relativament alt de conflicte intern. L'antisemitisme, l'actitud vers la maçoneria, i els diferents punts de vista sobre la religió, així com l'associació del partit amb els nazis i Alemanya van ser objecte de debats acalorats i fraccionaren el partit. Quan va esclatar la Segona Guerra Mundial, el partit estava reduït a una secta política gairebé sense activitat real.
La ideologia del NS mostra una forta creença en el luteranisme, el romanticisme nacional, l'autoritarisme i el corporativisme. També es va basar en gran manera en el simbolisme nòrdic, la utilització dels vikings, la religió pre-cristiana i les runes en la seva propaganda i discursos. Sant Olav Haraldsson, que és sovint citat com a introductor del cristianisme a Noruega, va ser especialment important per al partit. S'afirmava que el seu símbol, una creu solar d'or sobre fons vermell, havia estat el símbol que Olav havia pintat al seu escut.

## Actuació durant la Segona Guerra Mundial
Quan el Tercer Reich va envair Noruega el 1940, Quisling va irrompre als estudis de la NRK a Oslo, i va difondre la seva autoproclamació com a primer ministre de Noruega i va ordenar la finalització immediata de tota resistència contra la Wehrmacht. No obstant això, el rei Haakon VII de Noruega, en territori no ocupat i juntament amb el govern legítim, anuncià que abdicaria abans de designar qualsevol govern encapçalat pel Quisling. El govern es va negar a dimitir en favor de Quisling o posar-se sota les seves ordres i confirmà que havia de continuar la resistència. La falta de suport popular va empentar Quisling al costat dels alemanys
Després d'un breu període amb un govern civil provisional (Administrasjonsrådet) designat per la Cort Suprema, els alemanys van prendre el control a través del reichkommisar Josef Terboven. Va nomenar un govern responsable davant d'ell mateix, amb la majoria dels ministres provinents de les files del Nasjonal Samling. No obstant això, el líder del partit, Quisling, era controvertit tant pels noruecs com pels ocupants, i se li va negar una posició oficial fins a l'1 de febrer de 1942, quan va ser nomenat "ministre president" en el govern. Altres ministres importants foren Jonas Lie (també cap de la branca noruega de la SS el 1941) com a ministre de la policia, Gulbrand Lunde com a ministre d'"il·lustració popular i propaganda", així com el cantant d'òpera Albert Viljam Hagelin, que va ser Ministre d'Afers Interns. L'administració del NS gaudia d'un cert grau d'autonomia en qüestions de caràcter exclusivament civil, però en realitat era controlada pel reichkommissar com a "cap d'Estat", subordinat únicament a Adolf Hitler.

## Després de la Guerra
Un cop acabada la guerra, les autoritats van prohibir el partit i els seus membres foren processats com col·laboradors. Gairebé 50.000 van ser portats a judici, aproximadament la meitat dels quals van rebre penes de presó. Les autoritats van executar Quisling per traïció, i a alguns altres alts càrrecs del NS i prominents funcionaris alemanys a Noruega, per crims de guerra. Tanmateix, la legalitat de les sentències ha estat qüestionada, ja que a Noruega no hi ha pena de mort en temps de pau, i alhora la constitució noruega fixa que la pena capital per crims de guerra havia de ser portada a terme durant el temps de guerra
Un altre tema de tractament durant la postguerra ha estat el debat sobre Hamsun. L'autor de fama internacional Knut Hamsun, encara que mai en fou membre, era un dels simpatitzants més coneguts. Després de la guerra, però, Hamsun va ser considerat mentalment apte per a ser jutjat, i molts consideraren que la qüestió dels seus vincles amb el partit mai no han estat establerts adequadament. El status de Hamsun com a premi Nobel de Literatura i, probablement, l'escriptor noruec més conegut internacionalment al costat d'Henrik Ibsen, resta esquitllat pels seus lligams amb el NS; però, molts senten que la valoració de l'obra de Hamsun no ha d'estar entelada pel debat constant sobre si va ser o no un feixista.